# Юніті (переписна місцевість, Мен)
Юніті (англ. Unity) — переписна місцевість (CDP) в США, в окрузі Волдо штату Мен. Населення — 448 осіб (2020).

## Географія
Юніті розташоване за координатами 44°36′56″ пн. ш. 69°20′3″ зх. д. / 44.61556° пн. ш. 69.33417° зх. д. (44.615422, -69.334221).  За даними Бюро перепису населення США в 2010 році переписна місцевість мала площу 4,75 км², уся площа — суходіл.

## Демографія
Згідно з переписом 2010 року, у переписній місцевості мешкало 469 осіб у 234 домогосподарствах у складі 97 родин. Густота населення становила 99 осіб/км².  Було 286 помешкань (60/км²).
Расовий склад населення:
| - 95,9 % — білих - 0,9 % — чорних або афроамериканців - 0,4 % — корінних американців |

До двох чи більше рас належало 2,6 %. Частка іспаномовних становила 1,9 % від усіх жителів.
За віковим діапазоном населення розподілялося таким чином: 17,1 % — особи молодші 18 років, 62,2 % — особи у віці 18—64 років, 20,7 % — особи у віці 65 років та старші. Медіана віку мешканця становила 38,4 року. На 100 осіб жіночої статі у переписній місцевості припадало 73,7 чоловіків;  на 100 жінок у віці від 18 років та старших — 71,4 чоловіків також старших 18 років.
Середній дохід на одне домашнє господарство  становив 37 988 доларів США (медіана — 16 761), а середній дохід на одну сім'ю — 59 160 доларів (медіана — 60 417). За межею бідності перебувало 35,3 % осіб, у тому числі 25,4 % дітей у віці до 18 років та 25,6 % осіб у віці 65 років та старших.
Цивільне працевлаштоване населення становило 213 осіб. Основні галузі зайнятості: освіта, охорона здоров'я та соціальна допомога — 37,1 %, роздрібна торгівля — 14,1 %, виробництво — 11,3 %, мистецтво, розваги та відпочинок — 10,8 %.